# دودلي ميس هيوز
دودلي ميس هيوز هو سياسي أمريكي، ولد في 10 أكتوبر 1848 في جيفرسونفيل في الولايات المتحدة، وتوفي في 20 يناير 1927 في ماكون في الولايات المتحدة. نشط حزبياً في الحزب الديمقراطي. وقد انتخب عضو مجلس النواب الأمريكي ‏.